# Norregöl (Kråksmåla socken, Småland)
Norregöl är en sjö i Nybro kommun i Småland och ingår i Alsteråns huvudavrinningsområde.